# Jooseppi Julius Mikkola

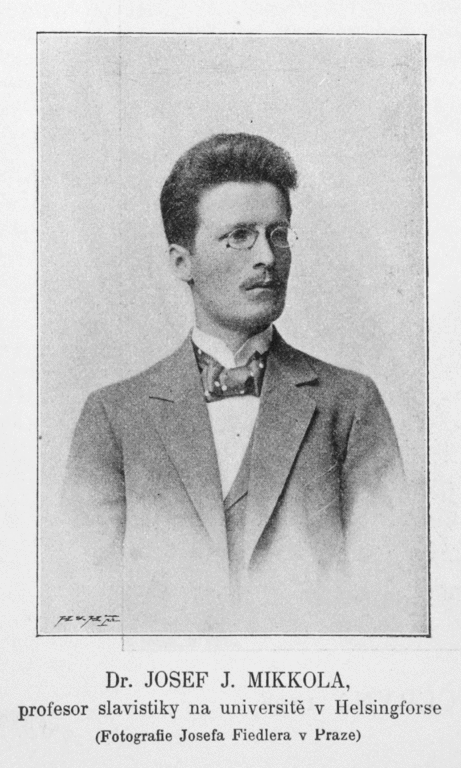
J. J. Mikkola im Jahre 1898

Jooseppi Julius Mikkola (* 6. Juli 1866 in Ylöjärvi, Großherzogtum Finnland, Russisches Kaiserreich; † 28. September 1946 in Helsinki) war ein finnischer Sprachwissenschaftler und Slawist.
1893 heiratete Mikkola die spätere Schriftstellerin Maila Talvio.
Mikkola war Professor für slawische Philologie an der Universität Helsingfors von 1900 bis 1934. Er studierte die Kontakte zwischen den ostslawischen und Ostseefinnischen Sprachen, slawische Formenlehre, indogermanische und slawische sprachliche Verhältnisse sowie ihre Geschichte und Literatur in älteren Zeiten.
Jooseppi Julius Mikkola forschte nach Beweisen dafür, dass die Grenzen im Vertrag von Nöteborg bis zum Nördlichen Eismeer reichten.
In seiner Schrift Die Chronologie der türkischen Donaubulgaren versuchte Mikkola die nicht-slawischen Namen in der Bulgarischen Fürstenliste durch türkische Theorien über ihre Herkunft zu erklären.
Mikkola verfasste seine wissenschaftlichen Werke in deutscher Sprache.
1925 wurde er zum korrespondierenden Mitglied der Russischen Akademie der Wissenschaften gewählt.

## Bibliographie
- Urslavische Grammatik (3 Bd., 1913–50), 1. Band